# Cretochodaeus striatus
Cretochodaeus striatus is een keversoort uit de familie Ochodaeidae. De wetenschappelijke naam van de soort is voor het eerst geldig gepubliceerd in 1995 door Nikolajev.